# Échillais
Échillais település Franciaországban, Charente-Maritime megyében. Lakosainak száma 3701 fő (2022. január 1.). Échillais Rochefort, Saint-Agnant, Saint-Hippolyte, Soubise és Trizay községekkel határos.

## Népesség
A település népességének változása:
| Lakosok száma | 1476 | 2575 | 2672 | 2894 | 3395 | 3502 | 3545 | 3547 | 3548 | 3701 |
|               | 1968 | 1982 | 1990 | 2006 | 2013 | 2015 | 2017 | 2019 | 2020 | 2022 |